# KK Split
Košarkaški klub Split je chorvatský basketbalový klub. Založen byl v roce 1945. V minulosti nesl řadu jiných názvů: KK Hajduk (1945–1949), Jugoplastika Split (1967–1990), KK POP 84 (1990–1991), KK Slobodna Dalmacija (1991–1993) KK Croatia Osiguranje (1993–1997). Od roku 1997 klub nese název současný, jež měl již v letech 1949–1967. Největším úspěchem klubu jsou tří vítězství v nejprestižnější evropské klubové soutěži – Eurolize (jež tehdy nesla název Pohár mistrů evropských zemí). Split tuto soutěž vyhrál třikrát po sobě v sezónách 1988–89, 1989–90 a 1990–91. Je jedním ze dvou klubů, kterému se v této soutěži podařilo dosáhnout čistého hattricku (spolu s ASK Rīga). Dvakrát též vyhrál Koračův pohár (1975–76, 1976–77), ve své době třetí nejvýznamnější klubovou soutěž Evropy. V roce 1973 hrál finále druhé nejprestižnější soutěže Evropy, Poháru vítězů pohárů. V jugoslávské lize triumfoval šestkrát (1970–71, 1976–77, 1987–88, 1988–89, 1989–90, 1990–91), v chorvatské jednou (2002–03). Nejslavnějším hráčem historie je Toni Kukoč, jediný hráč klubu uvedený do Síně slávy FIBA (2017). K dalším známým jménům patří Dino Rađa, Žan Tabak, Velimir Perasović nebo Zoran Savić. Své domácí zápasy hraje KK Split od roku 1979 v hale Športski centar Gripe.